# Starîi Kropîvnîk, Drohobîci
Starîi Kropîvnîk (în ucraineană Старий Кропивник) este o comună în raionul Drohobîci, regiunea Liov, Ucraina, formată numai din satul de reședință.

## Demografie
Componența lingvistică a comunei Starîi Kropîvnîk
     Ucraineană (99,68%)
     Alte limbi (0,32%)
Conform recensământului din 2001, majoritatea populației comunei Starîi Kropîvnîk era vorbitoare de ucraineană (99,68%), existând în minoritate și vorbitori de alte limbi.